# Bischofsheim an der Rhön
Bischofsheim an der Rhön är en stad i Landkreis Rhön-Grabfeld i Regierungsbezirk Unterfranken i förbundslandet Bayern i Tyskland.